# بيجي فليمنج
بيجي جايل فليمنج (بالإنجليزية:  Peggy Gail Fleming)‏ (ولدت في 27 مارس 1948) هي راقصة فنية على الجليد أمريكية.
وهي البطلة الأولمبية عام 1968 في المنفرد سيدات وثلاث مرات بطلة العالم (1966–1968). كذلك، عملت فليمنج معلقة تلفزيونية على الرقص على الجليد لمدة 20 سنة، بما شمل عدة ألعاب أولمبية شتوية.

## الحياة والعمل
ولدت بيجي فليمنج في سان جوس، كاليفورنيا، وهي ابنة دوريس إليزابيث (بنسب عائلتها) وألبرت إيجين فليمنج، وهو صحفي في جريدة. بدأت الرقص على الجليد في سن التاسعة عندما انتقلت عائلتها إلى كليفلاند وسرعان ما بدأت التزلج بصورة جدية بناءً على نصيحة من أبيها. في 1961، عندما بلغت بيجي الثانية عشر من عمرها، قتل مدربها ويليام كيب في حادث تصادم رحلة طائرة سابينا 548 مع باقي فريق الرقص على الجليد الأمريكي في طريقهم إلى بطولات الرقص على الجليد العالمية عام 1961. تدربت فليمنج بعد ذلك على يد كارلوس فاسي (Carlo Fassi). ساعدها أسلوبها غير المعتاد في الحصول على خمسة ألقاب أمريكية، ثلاثة ألقاب عالمية والميدالية الذهبية في الألعاب الأولمبية لعام 1968 في غرونوبل، فرنسا. كانت الجائزة التي حصلت عليها في غرونوبل جائزة مهمة ذات طابع خاص بالنسبة للرياضيين الأمريكيين وللأمة بأكملها لأنها كانت الميدالية الذهبية الوحيدة التي حصدها الفريق الأوليمبي في الألعاب الشتوية عام 1968. كانت تمثل عودة للهيمنة الأمريكية في رياضة الرقص على الجليد النسائية بعد المأساة الي لم يسبق لها مثيل التي وقعت في تحطم الطائرة في 1961.
خلال ستة أشهر لمعت في أول العروض التلفزيونية الخمسة. تجولت في الولايات المتحدة لعدة سنوات كنجمة ضيفة شرف في عرض حماقات الجليد (Ice Follies) يهتف لها جمهور كبير من المعجبين في مدن كبيرة معينة طوال طريق جولة العرض. وقد كان من أبرز عروض الثلج التي لا تنسى لها ذلك التزلج المنفرد في الضوء الأزرق على موسيقى «إيف ماريا» (Ave Maria). رقصت بيجي فليمنج على الجليد أمام 4 رؤساء للولايات المتحدة وتميزت في إعادة تدشين تمثال الحرية عام 1986. وعملت معلقة على الرقص على الجليد لصالح إي بي سي سبورتس لما يزيد عن 20 سنة، وأيضًا عملت متحدثة باسم مؤسسة تخلخل العظام.
في عام 1970، تزوجت من أخصائي الأمراض الجلدية الدكتور جريج جنكينز (Greg Jenkins) (عندما كان شابًا نافس كراقص على الثلج). عاشا في منطقة خليج سان فرانسيسكو. ورزقا بطفلين، آندرو (Andrew) وتود (Todd) (ولدا في 1977 و1988) وثلاثة أحفاد.
أصدرت صحيفة آسوشييتد برس عام 1993 نتائج دراسة الرياضات الوطنية. صنفت فليمنج في المركز الثالث كأشهر رياضية أمريكية بعد زميلتيها الأولمبيتين ماري لو ريتون (Mary Lou Retton) ودوروثي هاميل (Dorothy Hamill).
مرضت وشخصت حالتها بالإصابة بسرطان الثدي في 1998. وقد كُشف عن السرطان في مراحله المبكرة وأجرت جراحة ناجحة. وأصبحت ناشطة لمكافحة سرطان الثدي وكانت توصي بعدم المماطلة والكشف المبكر.
كان لدى فليمنج وزوجها فليمنج جنكينز مصانع للنبيذ ومزارع كروم في كاليفورنيا وأيضًا قاما بتشغيلها. تنتج مصانع النبيذ ما يقرب من 2000 عبوة خمر سنويًا بماركات كورجرافي كابينيه (Choreography Cabernet) وسان فرانسيسكو باي سيرا روز (San Francisco Bay Syrah Rosé). كانت تذهب أرباح فيكتوريز روز (Victories Rosé) لصالح الأعمال الخيرية التي تدعم البحث الموجه لسرطان الثدي.
في 2007، ظهرت في فيلم سيوف المجد (Blades of Glory) في دور قاضية.
ومع اللاعبة الأولمبية السابقة فونيتا فلاورز (Vonetta Flowers)، أصيبت فليمنج وأدخلت المستشفى لفترة قصيرة بعد حادث مروري أثناء الركوب في موكب نائب الرئيس الأمريكي جو بايدن (Joe Biden) في الألعاب الأولمبية الشتوية في فانكوفر في فبراير 2010.
في 2011 أصبحت بيجي فليمنج متحدثة عن الهدايا الترويجية لروبيتوسين® (Robitussin®) لأن اسمها الأخير يشبه أحد أعراض البرد والزكام ويعالج روبيتوسين وفقًا لقواعد المسابقة.

## النتائج
| الحدث                     | 1962      | 1963      | 1964   | 1965   | 1966  | 1967  | 1968  |
| ------------------------- | --------- | --------- | ------ | ------ | ----- | ----- | ----- |
| الألعاب الأولمبية الشتوية |           |           | السادس |        |       |       | الأول |
| بطولات عالمية             |           |           | السابع | الثالث | الأول | الأول | الأول |
| بطولات أمريكا الشمالية    |           |           |        | الثاني |       | الأول |       |
| بطولات الولايات المتحدة   | الثاني N. | الثالث J. | الأول  | الأول  | الأول | الأول | الأول |

## الجوائز والتكريم
لقبتها شركة أيه بي سي في وورلد سبورتس برياضية العام في 1967.

## الشهادات
- في 22 فبراير عام 2011، قدمت فرقة تراي آناستازيو (Trey Anastasio) أغنية عن بيجي فليمنج بعنوان فليمنج (Fleming).[10]

## وصلات خارجية
- بيجي فليمنج على موقع IMDb (الإنجليزية)
- بيجي فليمنج على موقع الموسوعة البريطانية (الإنجليزية)
- بيجي فليمنج على موقع ميوزك برينز (الإنجليزية)
- بيجي فليمنج على موقع إن إن دي بي (الإنجليزية)
- بيجي فليمنج على موقع قاعدة بيانات الفيلم (الإنجليزية)
- بيجي فليمنج على موقع اللجنة الأولمبية الدولية (الإنجليزية)
- بيجي فليمنج على موقع أوليمبيديا (الإنجليزية)
- بيجي فليمنج على موقع اللجنة الأولمبية الصينية (الإنجليزية)
- بيجي فليمنج على موقع قاعة كولورادو للمشاهير الرياضية (الإنجليزية)

- PeggyFleming.net – Official website
- Peggy Fleming's U.S. Olympic Team bio
- Fleming Jenkins Vineyards & Winery